# Skelet (mens)
Het skelet of geraamte is het geheel van botten en beenderen in het menselijk lichaam en maakt onderdeel uit van het musculoskeletaal stelsel (het bewegingsstelsel).
Een normaal compleet skelet van een volwassen persoon bestaat uit 206 beenderen. Er treden vrij vaak individuele variaties op: sommige botjes ontstaan pas als botstructuren op latere leeftijd en niet bij iedereen, daarvoor bestaan ze uit kraakbeen of bindweefsel. Sommige mensen hebben een of twee paar extra ribben, of een of meer wervels zijn gedeeltelijk vergroeid, soms zijn er drie werveltjes in het stuitje, soms vier. Ook de sesambeentjes zijn niet bij iedereen aanwezig. Het grootste bot uit het menselijk lichaam is het dijbeen. Het kleinste is de stijgbeugel, een van de drie gehoorbeentjes.

## Ontwikkeling
Al vroeg in de zwangerschap ontwikkelt de foetus een skelet. De eerste botten die ontstaan zijn de pijpbeenderen. Bij de geboorte heeft een baby omstreeks 270 minuscule botjes. In de jaren die volgen groeien veel van deze botten aan elkaar tot nieuwe botten, waardoor er op oudere leeftijd eigenlijk minder botten in het lichaam aanwezig zijn. Er gaan 92 onafhankelijke botten verloren, terwijl er 28 bijkomen. Zo hebben volwassen 206 botten.
De botten in het menselijk lichaam nemen calcium op, waardoor het zich in de groei kan ontwikkelen en het daarna steviger wordt, dus minder snel breekt. Er zijn om de botten het calcium goed op te laten nemen in het lichaam voldoende vitamine D en magnesium nodig.

## Opbouw
Het menselijk skelet is opgebouwd uit:
- de schedel
- het tongbeen, het enige bot dat aan geen enkel ander bot vastzit
- de wervelkolom: zeven halswervels, twaalf borstwervels, vijf lendenwervels, het heiligbeen en het staartbeen
- de ribbenkast met de twaalf borstwervels, twaalf paar ribben en het borstbeen
- de schoudergordel: sleutelbeenderen, schouderbladen en het ravenbekbot
- de armen: per arm een opperarmbeen, spaakbeen, ellepijp, acht handwortelbeentjes, vijf middenhandsbeentjes, vier keer drie vingerkootjes en twee duimkootjes;
- de bekkengordel: het bekken koppelt de onderste ledematen met behulp van het heiligbeen aan de wervelkolom
- de benen: per been een dijbeen, knieschijf, scheenbeen, kuitbeen, voetwortelbeentjes, vijf middenvoetsbeentjes, veertien teenkootjes, soms enige sesambeentjes.

Bij de meeste zoogdieren worden vrijwel al deze beenderen ook teruggevonden, zij het in een andere vorm.

## Functies
Zoals bij alle gewervelde dieren zorgt het skelet bij mensen vooral voor stevigheid en biedt het aanhechtingspunten voor spieren. Verder worden verschillende organen in het menselijk lichaam door het skelet beschermd tegen beschadiging van buitenaf:
- De schedel beschermt de hersenen, de ogen en het binnen- en middenoor
- De ribbenkast beschermt de longen, het hart en belangrijke bloedvaten
- Het sleutelbeen en schouderblad beschermen de schouder

In het skelet zit beenmerg, wat belangrijk is voor hematopoëse.

## Botten
schedel · wervelkolom · borstkas · borstbeen · schoudergordel · arm · bekkengordel · been

bot · gewricht · botten van de mens · schaambeen
skelet ·  spierstelsel ·  spijsverteringsstelsel ·  ademhalingsstelsel ·  borstholte ·  urinewegstelsel ·  voortplantingssysteem ·  endocrien systeem ·  hart en vaatstelsel ·  lymfevatenstelsel ·  zenuwstelsel ·  zintuigen ·  huid